# Kate (Hütte)

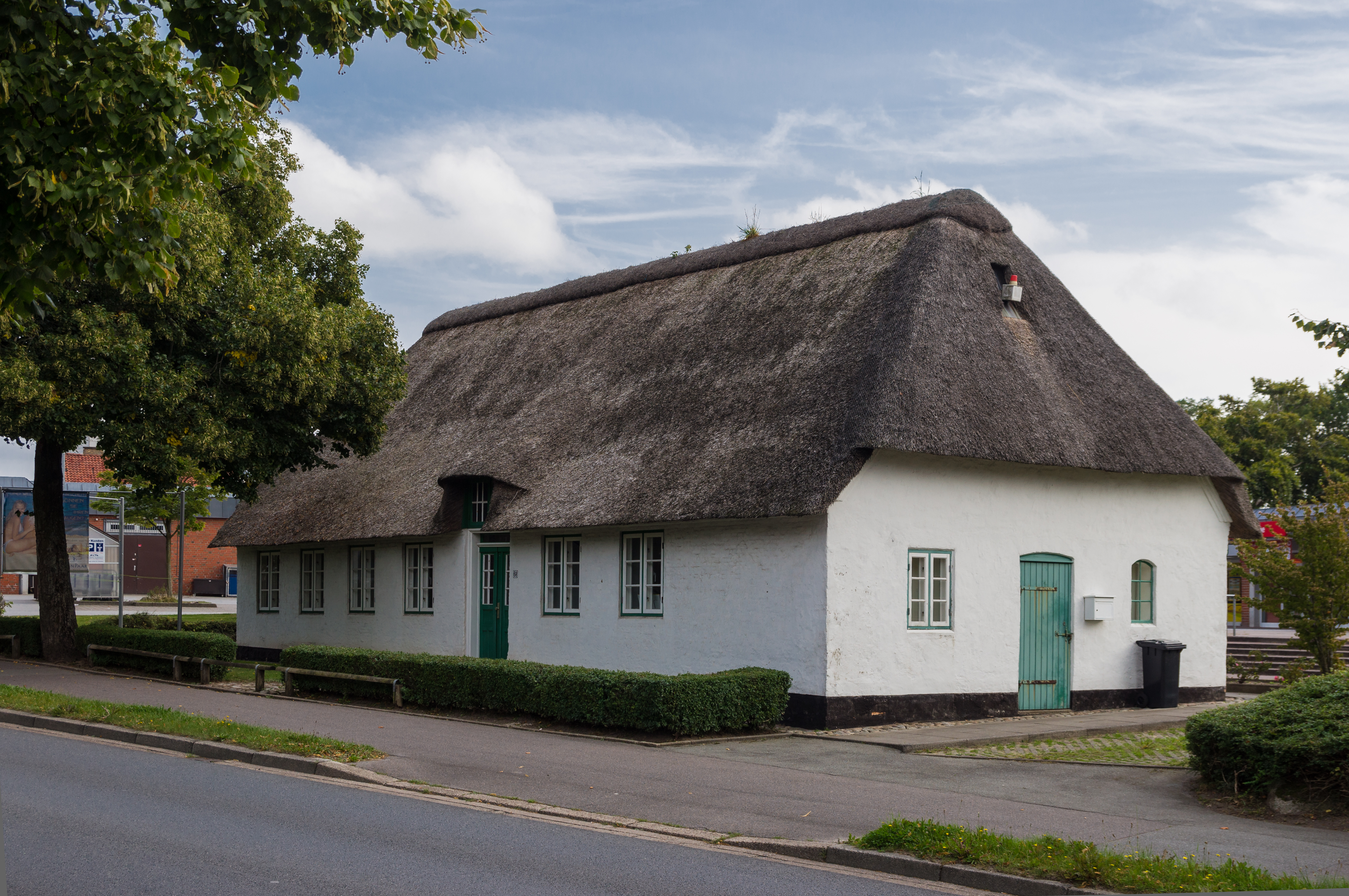
Reetgedeckte Kate aus dem 19. Jahrhundert am Twedter Plack in Flensburg-Mürwik, ein Kulturdenkmal des Stadtteils.

Kate oder Kotten war die Bezeichnung eines einzelnen einfachen Wohnhauses oder einer einzelnen Werkstatt in oder abseits der dörflichen Gemeinschaft.
Eine Kate ist gleichzeitig die Bezeichnung für ein kleines bäuerliches Gehöft, das aus der Teilung eines landwirtschaftlichen Vollhofs (einer Hufe) hervorgegangen ist. Die Eigentumsform und die rechtliche Stellung der dort wohnenden und wirtschaftenden Kötter (auch: Kätner) war regional unterschiedlich ausgestaltet.
Als Kotters wurde früher eine der einen Hof besiedelnden Gesindegruppen bezeichnet (Andere Gruppen waren Eintäger und Achtelmeier).

## Definition

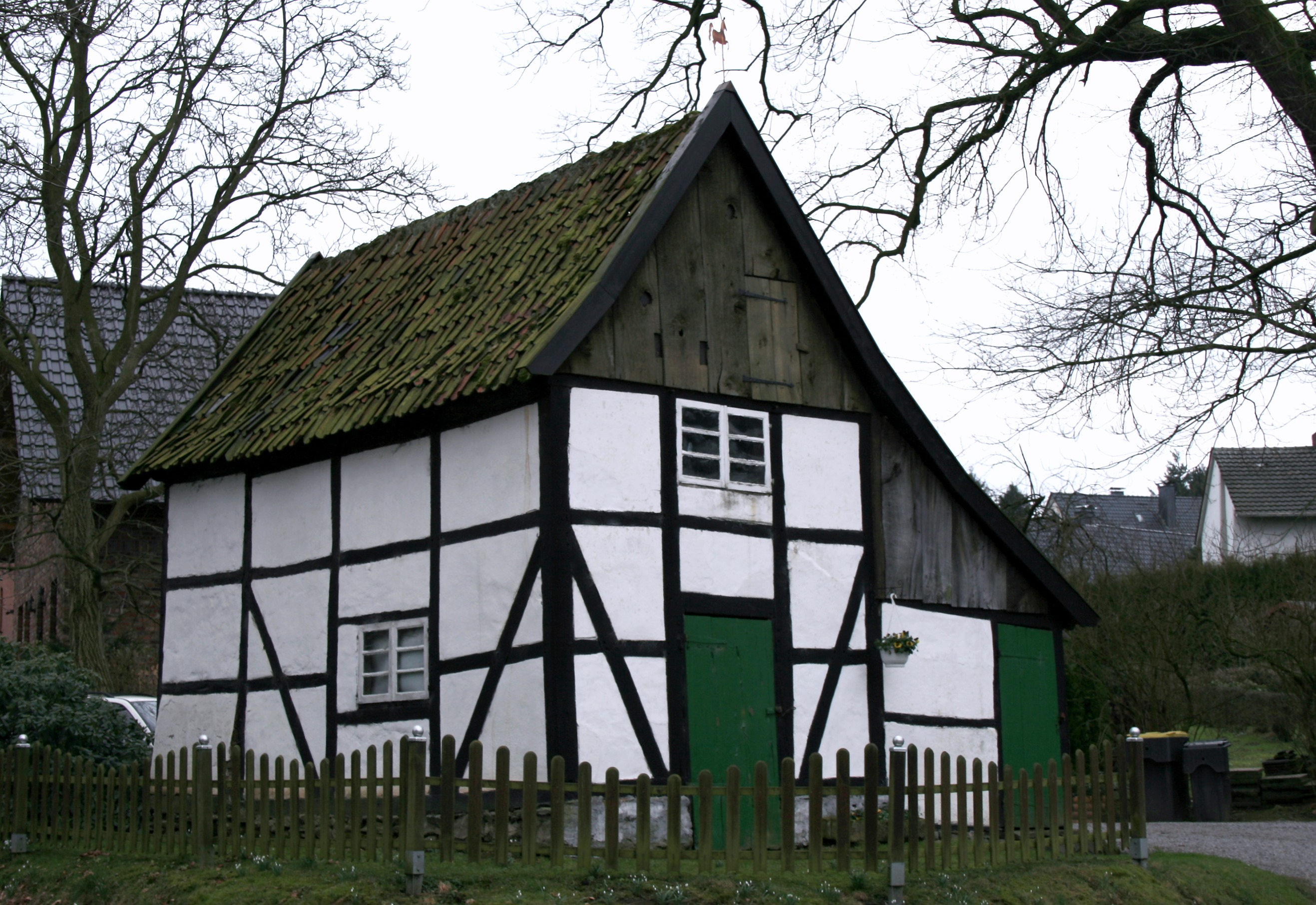
Kotten in Schwitten

Kotten – auch Kot, Kote, Kotte oder Kate, Katte, Katten, Kaat – heißt mittelniederdeutsch „Hütte“, „kleines Haus“. Daneben gibt es weitere Formen mit th: Koth, Kothe, Kothen, Köth, Köthe, Köthen, Kathe Das Wort findet sich in allen drei Geschlechtern, ist in Form von Kate/Kote aber meist weiblich, in Form von Kotten meist männlich. Im Harz wird die Köhlerhütte als Köte bezeichnet.
Im allgemeineren Sinne meint der Begriff regional ein einfaches – abwertend auch ärmliches – Wohnhaus (oder Arbeitsstätte).
Der Historiker Michael Ehrhardt befasste sich in seiner Dissertation über die Geschichte der Börde Selsingen nebenbei auch mit der Frage, wann ein Gehöft als ‚Kate‘ bezeichnet worden sei. Er kam zu dem Schluss, dass es eine gewisse Bedeutungsbreite gebe. Eindeutig jedoch sei eine Kate im Umfang der Ländereien, in Größe und Zahl der Gebäude und auch im Umfang der Meierspflichten geringer als ein Vollhof oder Halbhof gewesen.

## Etymologie
Es wird eine sprachliche Verwandtschaft mit Hütte, Haus, Gaden und lateinisch casa angenommen in einer allgemeinen Bedeutung „umschlossener Raum“, „Verschlag“ oder „bedeckter Raum“, auch das englische Wort cottage ist verwandt.
Verwandte Worte bezeichnen in anderen Sprachen kleine Gebäude, so Chata in Polen und Tschechien und Kote für die traditionelle Hütte der Samen in Lappland.
Das Wort Kohte für das Hordenzelt der Pfadfinderbewegung ist möglicherweise eine Neuschöpfung, gleichermaßen ein Archaismus und ein Neologismus.
In Kothen und Kotten findet sich der Begriff als Name oder Namensbestandteil insbesondere von Ortsbezeichnungen wieder.

## Siedlungsform

### Wohnen

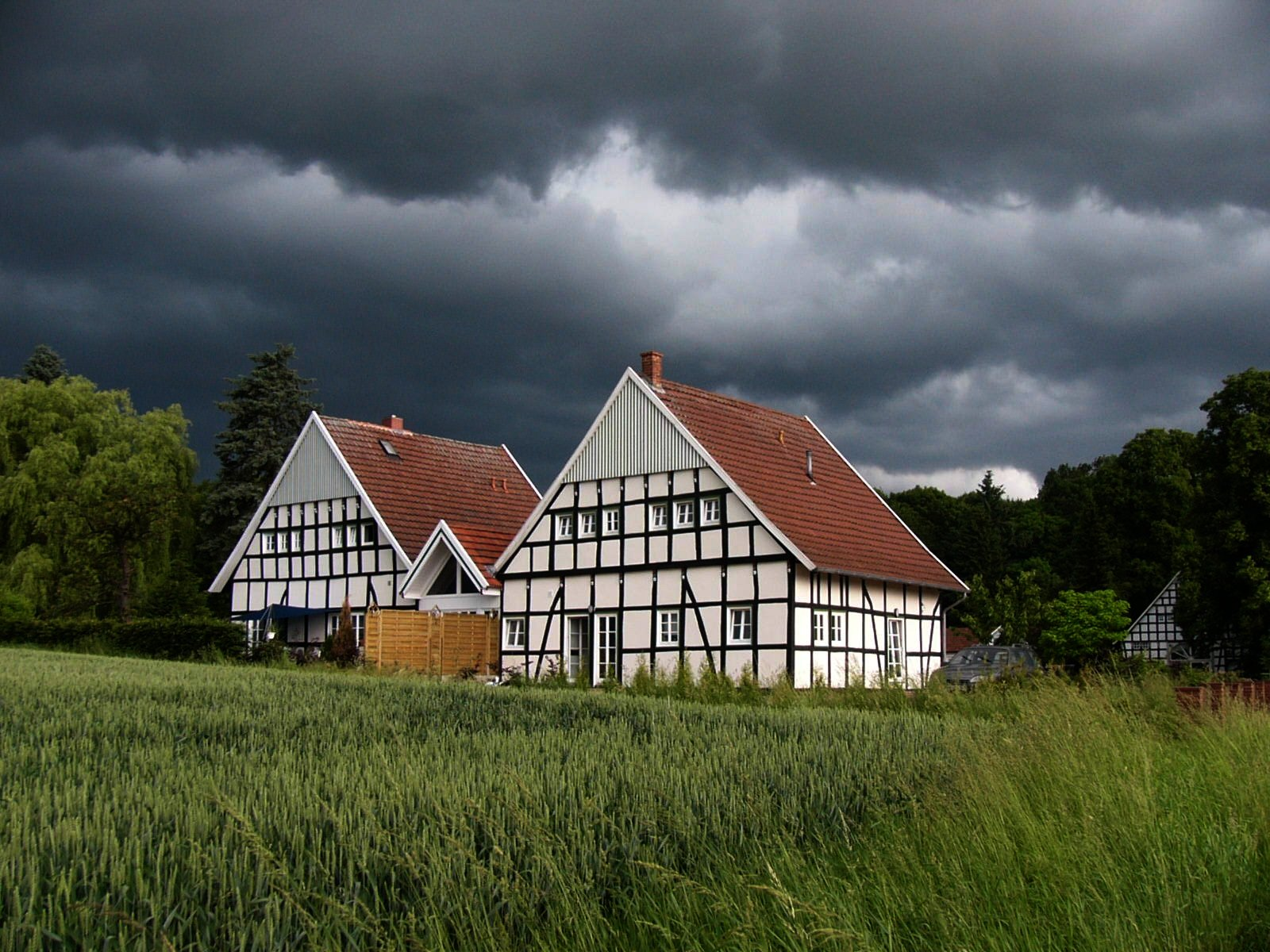
Zwei zu Wohnhäusern ausgebaute Kotten eines ehemaligen Bauernhofs in Ostwestfalen; auf dem Grundstück befindet sich auch ein Friedhof des Vollbauern

Die Siedlungsform des Kottens stammt aus dem Mittelalter. Zunächst stand im Hochmittelalter bei der Landnahme unbesiedelten Gebietes noch ausreichend Rodungsland für einzeln stehende Vollhöfe (Hufe) zur Verfügung. Folgend entstanden die Kotten, als die ursprünglichen Höfe bei steigender Bevölkerungszahl nicht mehr ausreichten und kleinere Absplisse entstanden. Bei Erbteilungen wurden Vollhöfe unter den Erben aufgeteilt, die dann oft auf dem ursprünglichen Hofland mehrere Einzelkotten errichteten. Eine zweite Siedlungswelle, bei der viele Kotten/Katen in enger Nachbarschaft angelegt wurden, war um 1600 im Oldenburger Land zu beobachten.
Im Spätmittelalter und der frühen Neuzeit wurde in Urkunden vermehrt zwischen Vollhöfen und Kotten/Katen unterschieden. Ein Kotten/Kate war dabei ein Hof mit geringerer Größe und niedrigerer Abgabenlast. Im Gegensatz zur Hufe des Vollbauern (Hufner) war er meist nur mit einem kleinen Stück Land zur Selbstversorgung und Nebenerwerbslandwirtschaft ausgestattet. Die Bewohner (Kätner, Kötner, Kötter, Kotsasse oder auch Köter genannt) gehörten zur unteren dörflichen Mittelschicht und gingen in der Regel einem anderen Haupterwerb nach.
Oft fanden sich mehrere Kotten/Katen auf dem Grundstück des Großbauern. Eine solche Ansammlung von Siedlungsplätzen unterhalb der Dorfebene ohne eigene Sozialeinrichtungen wie Kirche, Schule oder Gastwirtschaft wird je nach Region Weiler oder Hofschaft genannt.

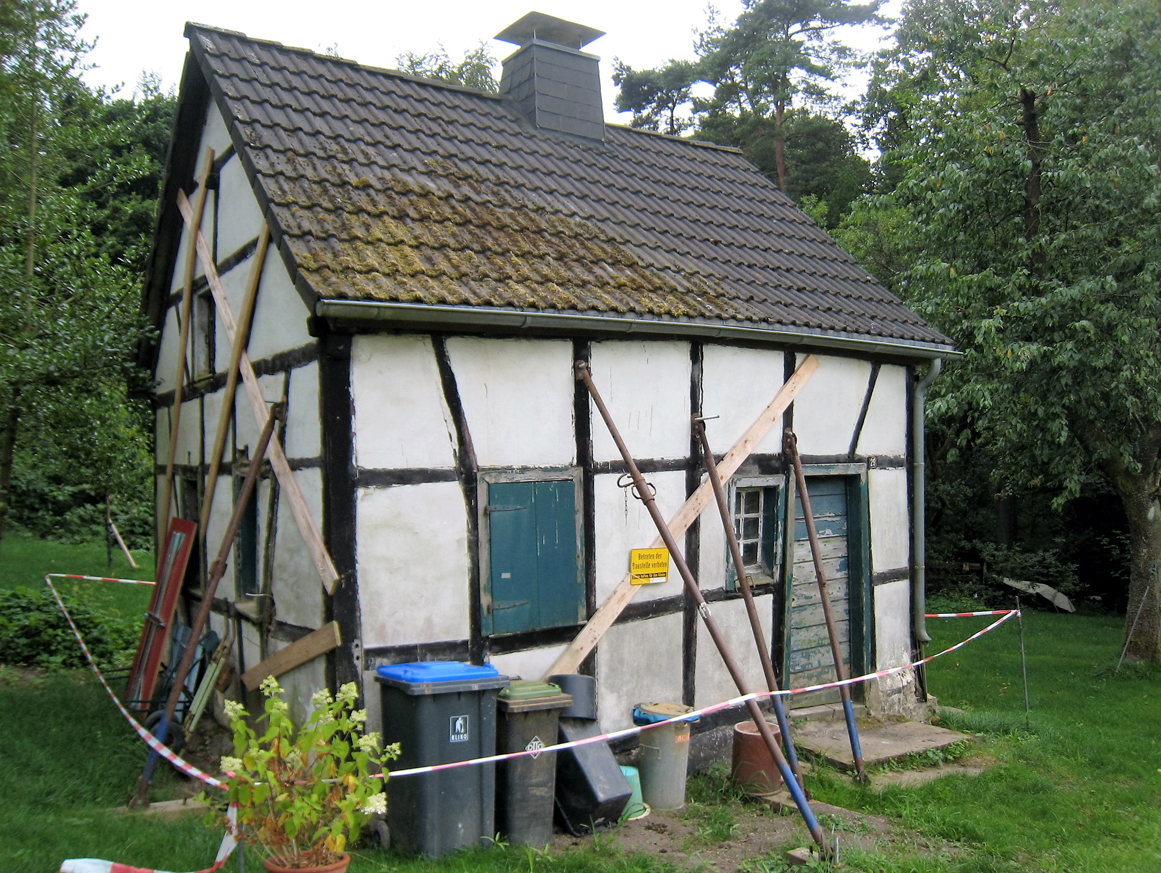
Fachwerkkotten Oberdreispringen 2016

In manchen Gegenden, wie zum Beispiel im Bergischen Land, sprach man von Kotten, wenn die Häuschen klein und ärmlich waren. Meistens waren sie anderthalbgeschossig mit einer Stube, die zugleich Küche war. Von hier ging es über einen schmalen Holztreppenaufgang zum Schlafraum im Dachgeschoss. Als in der zweiten Hälfte des 19. Jahrhunderts die Industrialisierung einsetzte, wohnten in solchen Kotten einfache Arbeiter und Bergarbeiter.

### Arbeiten

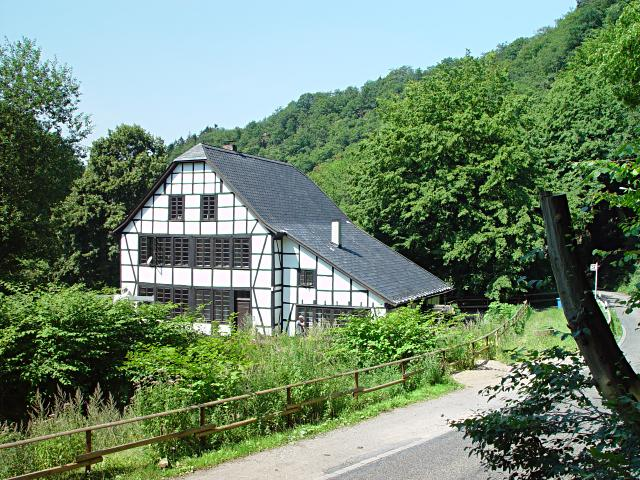
Der Balkhauser Kotten in Solingen, ein Schleifkotten (Werkstatt) an der Wupper

In der vor- und frühindustriellen Zeit werden auch ländliche Gebäude als Kotten bezeichnet, die zur Herstellung oder Bearbeitung von Waren benutzt werden. Vgl. etwa den Ausdruck Salzkot oder den entsprechenden Ortsnamen Salzkotten, der ursprünglich ein Sudhaus bezeichnet. Die Tätigkeit des Kottners/Kätners bestimmte Lage und Ausstattung der Kotten/Kate. So gab es Webers Kotten, Handwerkerkaten, Wegewärterkaten an den Chausseen (siehe auch Hellweg) und (Schlag-)Baumkaten an den Zollstellen.
Insbesondere im Bergischen Land kennt man die Regionalform Hammer- und Schleifkotten oder Slipkoten eine Schleiferwerkstatt, in der seit dem späten 14. Jahrhundert mit Hilfe von Wasserkraft gearbeitet wurde. Die Blütezeit der Schleifkotten war das 17. Jahrhundert. Der Manuelskotten ist heute der einzige noch funktionsfähige, wassergetriebene Schleifkotten auf Wuppertaler Stadtgebiet, die Doppelkottenanlage Wipperkotten der letzte im Solinger Raum. Dort wurden, beginnend mit dem 15. Jahrhundert, an den Bächen und Flüssen Kotten errichtet, in denen mit Hilfe der Wasserkraft Metall, insbesondere Eisen, erstellt und bearbeitet wurde. Durch Wasserräder wurden Blasebälge, mechanische Schmiedehämmer und Schleifsteine angetrieben. Häufig wurden auch Kotten abseits der Wasserläufe ohne unterstützende Hilfe der Wasserkraft als Schmieden erbaut.

## Bauform
Kotten/Katen sind im Spätmittelalter und in der frühen Neuzeit in Fachwerkbauweise wie ein Niedersachsenhaus gebaut (Zweiständerhaus), haben aber weniger Ständer. Sie sind also kürzer, was ein Hinweis auf den eingeschränkten Nutzwert als vollwertiger landwirtschaftlicher Betrieb ist. Die Deele reicht von Giebel zu Giebel, der hintere Wohnteil entfällt. Im norddeutschen Raum wandelte sich im 19. Jahrhundert die Bauweise von der Fachwerk- zur Ziegelkate.
Zur Kotten/Kate gehörte in der Regel kein Scheunen- oder Stallgebäude. Kotten/Katen sind zumeist einstöckig, der Giebelraum wurde als Stroh- und Nahrungsmittellager genutzt. Tiere wurden unter der Niederung einer verlängerten Dachseite untergebracht. In Regionen mit kalten Wintern gab es keine Abgrenzung zwischen Wohn- und Tierbereich, um von der Tierwärme profitieren zu können.
Eine besondere Form waren die kleinen Altenteilerkaten (Auszugshaus), die Hufner auf dem Grundstück ihres Hofes für ihre aus dem Erwerbsleben ausscheidenden Eltern errichteten.

## Bezeichnungen

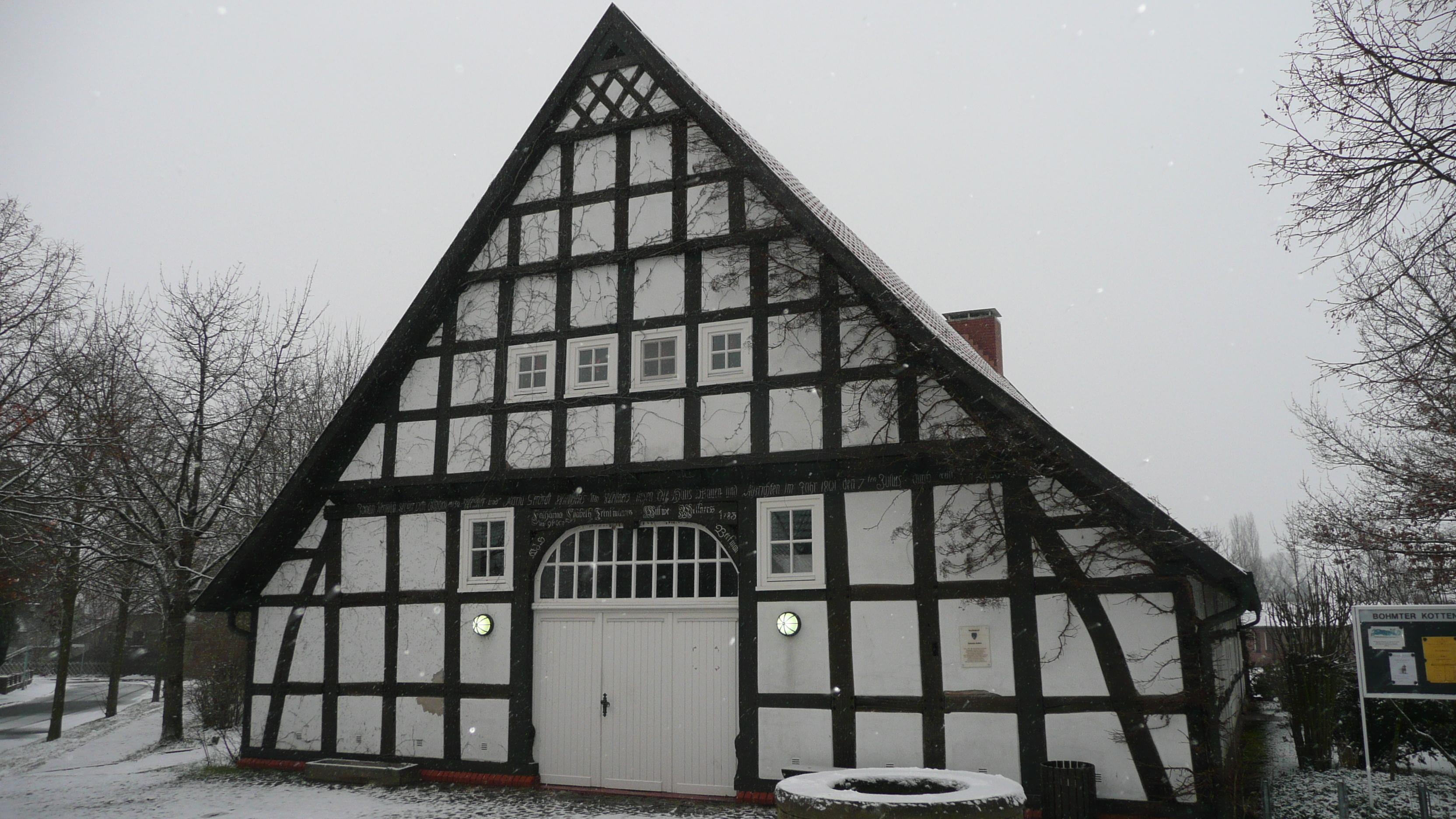
Bohmter Kotten, Baudenkmal

- Auch Heuerlingshäuser (Unterkünfte für Wanderarbeiter) werden als Kotten/Katen bezeichnet.
- Regional wurden Halbhöfe oder noch kleinere Einheiten (Drittelhof bis Zehntelhof) als Kotten/Katen bezeichnet. Der Name bezieht sich auf die Größe eines Vollhofs.